# تآكل الفك الفسفوري
كان يعتبر تآكل الفك الفسفوري، المعروف أيضًا باسم نخر الفك الفسفوري، حالة إصابة مهنية ناتجة عن التعرض للفوسفور الأبيض. شملت الأعراض ألمًا حادًا في الفك مع ظهور خراجات في الفك. قد تشمل الأعراض الأخرى رائحة فم كريهة تشبه الثوم، ونزيفًا رئويًا، واضطرابات عصبية. ظهرت الأعراض على مدى سنوات. وقد تشمل المضاعفات مشكلات في الكبد أو الكلى.
يعود السبب إلى التعرض طويل الأمد للفوسفور الأبيض، المعروف أيضاً باسم الفوسفور الأصفر، الذي كان يستخدم عبر التاريخ في صناعة أعواد الثقاب. كان السبب عموماً هو التعرض للبخار الناتج. وقد يحدث أيضًا في بعض الصناعات الكيميائية وتصنيع الألعاب النارية. ومن الممكن أن تكشف الأشعة السينية عن تلف في العظام.
تضمن العلاج الاستئصال الجراحي للفك. وشَمِلت الجهود الوقائية تحسين التهوية وتقليل ساعات التعرض. خلال القرن العشرين، حظرت العديد من الدول معظم استخدامات الفوسفور الأبيض، إذ وجد أن الفسفور الأحمر يعمل بنفس الجودة مع أعواد الثقاب وهو أقل سمية. وقد تكون العناية المناسبة بالأسنان مفيدة أيضًا.
انتشر الفك الفسفوري بشكل ملحوظ ابتداءً من عام 1858، ثم تضاءل انتشاره بحلول عام 1906. وبسبب شيوع عمل الأطفال في هذه الصناعة آنذاك، كانوا الأكثر عرضة للإصابة. يُعد هذا المرض نادرًا جداً في الوقت الحالي. على الرغم من وصف هذه الحالة لأول مرة عام 1838، إلا أن الوعي بها ازداد في عام 1869 على يد أليس هاملتون، رائدة الطب المهني. ومن الحالات المشابهة حالة تُعرف باسم النخر العظمي في الفك المرتبط بالأدوية